# Сан Виторе (Анкона)
Сан Виторе (итал. San Vittore) насеље је у Италији у округу Анкона, региону Марке.
Према процени из 2011. у насељу је живело 107 становника. Насеље се налази на надморској висини од 206 м.